# Крвава црква
„Крвава црква – хрватски попови и фратри у распаду Југославије и у покољима Срба“ је књига Ђуре Виловића. Књига је позната с насловом: „Крвава црква“ и у њој је представљена улога Римокатоличке цркве у стварању и функционисању Независне Државе Хрватске у Другом светском рату.

## Структура и садржај књиге
Ђуро Виловић, као бивши свештеник, Римокатоличке цркве одлично је познавао њено унутрашње устројство и рад свештеника и фратара између два рата, па у свом делу „Крвава црква” пише:
„Хрватски попови и фратри, дали су усташком покрету за време Југославије неразмерно више и издашније у громорним беседама са олтара, проповедаоница, исповедаоница, конференцијских столова разних црквено-религиозних организација – него се то било каквим опипљивим документима даде утврдити. Тај је њихов усташки рад широк и многострук”.— Ђуро Виловић
И сви су се изненадили
 

Још у првим данима распада многоструко издане Југославије и већ из прве вести о широком, свирепом клању Срба по теренима у Јудиној Хрватској, чуло се од неука и од школована, од мушке и женске, повик изненађења:
То је сазнање бивало јасније, а изражај тога сазнања чешћи и гласнији, трајно у порасту, и увек и размеру и у истој временској брзини у којој стадоше да се слажу по земљи и испод земље на стотине хиљада српских мученика свих полова и доби по разбојишту, што се у пунини парадокса називало Независна  Држава  Хрватска (кратица је НДХ. Тај ћу монструм, па и цитатима и документима означивати његовом кроатицом, да би му се скратио и смекшао монструзитет), а у стварности ни независна држава, па чак ни хрватска.— Ово су учинили попови и фратри!
Сазнање о деловању хрватских попова и фратара наметало се свима и свакоме. Сваки су га дан доносиле и разносиле премноге чињенице. Држање, изјаве целокупног хрватског католичког клера: вишег и нижег, манастирског и световног, па црквених религиозних организација и удружења, усташке цркве као целине, документарно су прикричавале и утврђивале:
Било је белодано да је то сазнање било и изненађење. Изненадила су се, у малој мери, и сама духовна  стада тих попова и фратара. До овога им часа није било у толикој мери озбиљно ни оно, што су њихови духовни пастири мислили ни оно, што су они говорили по црквама и друштвеним просторијама кад су их расправљали против Југославије, Срба и Београда. Још су мање очекивали да ће они који су с онако тешким и забринутим грмљавинама у гласу учили малене и одрасле: Не убиј! Љуби ближњега, па и непријатеља! – организовати, наређивати, надзирати и сами проводити убијање, у масама, потпуно мирних и потпуно невиних људи.— Ово су учинили попови и фратри!

Виловић је уочио, да је Римокатоличка црква била најважнији творац Независне Државе Хрватске и њеног државног програма о биолошком истребљењу Срба, Рома и Јевреја. Он је то објаснио:
„Католичка црква, ретка међу порецима света, не ради по програму за данас, или сутра, него за бар које столеће унапред. Она је, увек до сада, веровала и није се варала да има времена. Надлештво је у Ватикану. Оно је, несумњиво, зацртало став, повукло линије основе и одредило поступке клера у Хрватској према Југославији. Надзор је поверило, као и увек, језуитима“.— Ђуро Виловић
Историчар Виктор Новак, овако је окарактерисао ту симфонију римокатоличанства и усташтва: „Учествовање католичке цркве у усташком покрету дало му је пред широким масама сигуран изглед легитимитета, ма и он сам, уз помоћ фашизма и нацизма, никад не би освојио… У својим сазнањима о усташтву често не можете разликовати што је усташко а што клерикално, што је клерофашистичко, а што католичко. И странцу који би се нашао у НДХ за тих година окупације, морало је бити јасно да се у тој НДХ није нико, ниједна странка, ниједан друштвени ред, није толико ревносно залагао за усташтво као католичка црква”.